# Spilosmylus rattanensis
Spilosmylus rattanensis is een insect uit de familie watergaasvliegen (Osmylidae), die tot de orde netvleugeligen (Neuroptera) behoort. 
Spilosmylus rattanensis is voor het eerst wetenschappelijk beschreven door New in 1989. De soort komt voor in Papoea.